# Olinsgymnasiet, Skara
Olinsgymnasiet är en fristående gymnasieskola som är belägen i centrala Skara. Skolan öppnades 2016 och var den första skolan i skolkedjan Olinsgymnasiet att öppna av grundaren Kristian Wejshag. Skolan har estetiska programmet med inriktningarna Music & Production och Bild & formgivning och Estetik och Media.
Olinsgymnasiet har även gymnasiesärskolan med inriktningarna Estetiska verksamheter och Fordonsvård och godshantering.

## Historik
År 2001 skapade Wejshag programmet Music & Production inom den kommunala gymnasieverksamheten i Skara kommun. programmet lockade elever från olika delar av landet. Vid gymnasiereformen 2011 skedde förändringar som gjorde att Wejshag fick starta ett fristående gymnasium för att kunna fortsätta ta emot elever från andra delar av landet. Friskolan grundades 2016.
Skolan hyr även ut studentrum i korridor för elever som kommer från annan ort och skall studera på gymnasiet.